# Hugo Hermann Stinnes

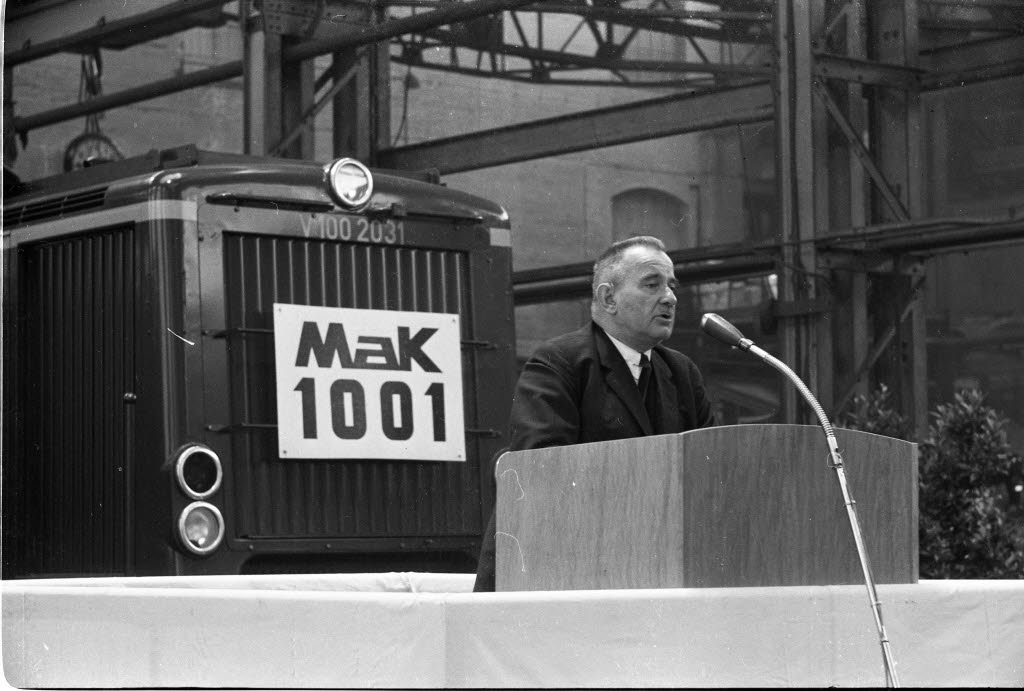
Hugo Hermann Stinnes (1963) bei MAK in Kiel

Hugo Hermann Stinnes, häufig auch als Hugo Stinnes junior bezeichnet, (* 16. Oktober 1897 in Mülheim an der Ruhr; † 10. März 1982 ebenda) war ein deutscher Unternehmer und Industrieller.

## Unternehmerische Laufbahn
Hugo Hermann Stinnes war der zweitälteste Sohn von Hugo Stinnes. Nach dessen Tod im Jahr 1924 übernahm er zusammen mit seinem Bruder Edmund Hugo Stinnes die Geschäfte der Stinnes AG. Er war Mitglied des Aufsichtsrats des Rheinisch-Westfälischen Kohlen-Syndikats. 1925 musste er, inzwischen alleiniger Firmenchef, den hoch verschuldeten Konzern in eine amerikanische Holding überführen, an der die Familie nur noch 50 Prozent besaß. Der Konzern fiel auseinander. 1929 wurde Stinnes angeklagt, mit falsch datierten Staatsanleihen das Deutsche Reich betrogen zu haben, wurde aber freigesprochen. Verurteilt wurde sein Privatsekretär.
Stinnes nahm am Geheimtreffen vom 20. Februar 1933 teil, bei dem die Industrie einen Wahlfonds von 3 Millionen Reichsmark für die NSDAP beschloss. Nach einem Streit mit seiner Mutter Cläre Stinnes schied er 1956 aus der Hugo Stinnes oHG aus. Er baute danach einen neuen, stark verschachtelten Konzern rund um die Atlas-Werke AG in Bremen auf, der 1963 hoch verschuldet praktisch zusammenbrach und zum größten Teil verkauft werden musste, um einen Konkurs zu vermeiden.
Als Vertreter von Carl Friedrich von Siemens war Stinnes Mitrepräsentant des Stifterverbandes der Industrie.

## Familie
Aus seiner ersten Ehe mit Tilde Will gingen drei Kinder hervor: Dieter (* 1920), Hugo (* 1922) und Will (* 1926). Nachdem diese Ehe 1941 geschieden worden war, heiratete er die Dänin Birte Jensen. Mit ihr hatte er drei weitere Kinder: Albert Hugo (* 1942), Birte Marie (* 1943) und Ellen (* 1946).
1926 nahm Hugo Hermann Stinnes mit einem Motorrad von Phelon & Moore an der 8. Internationalen Sechstagefahrt teil und gewann am Ende eine Goldmedaille.

## Film
- Fernsehpitaval: Der Fall Hugo Stinnes jr. (1960)